# Paul Davies (guitariste)
Paul Davies, né en 1953 à Epsom dans le Surrey (Angleterre), est un guitariste de jazz vivant en France.

## Biographie
Né à Epsom dans le Surrey le 24 septembre 1953 Paul François William Davies joue de la batterie et chante dans la chorale de son école avant de jeter son dévolu sur la guitare, qu’il commence à jouer en autodidacte à l’âge de quatorze ans. Il écoute tous les groupes en vogue à cette époque, Cream, Taste, Ten Years After, Jimi Hendrix, etc. À l’âge de seize ans il découvre les musiciens de jazz tel que Wes Montgomery, John Coltrane, Miles Davis, Grant Green en écoutant la station de radio American Forces Network. Il écoute aussi Debussy, Ravel, Stravinsky, Bartok, Vaughan Williams et se passione également pour la littérature et les arts graphiques.
En quittant l’école pour l’université, il commence à s’intéresser au cinéma (Bunuel, Truffaut), à la scène anglaise du jazz et du free jazz (John Surman, John Maclaughlin, Alan Skidmore, Dave Holland, Evan Parker, Derek Bailey, Tony Oxley) et à la musique contemporaine (Stockhausen, Berio, Steve Reich). Il fait des essais de musique répétitive en utilisant une guitare sèche et un magnéto à bande à la manière de Terry Riley. Le professeur George Brown lui donne accès au studio de musique électronique du Goldsmiths College, ce dont il tire pleinement parti.
En 1977, il s'installe à Paris où il restera avant de venir s'installer à Perpignan.
Ce guitariste "admiré par ses pairs" possède un jeu fluide et des qualités techniques remarquables. Beaucoup de guitaristes, a commencé par Marc Ducret à qui il rend hommage dans son album Two, de 1999, reconnaissent son influence. Franck Bergerot dit de lui qu'"il a impressionné les guitaristes français de sa génération (Marc Ducret en tête) pour ses harmonies écartelés qui pourraient évoquer celles d'Allan Holdsworth alors que les matières sonores qu'il tire de sa guitare peuvent le faire comparer à Bill Frisell..."
Alors qu'il se produit sur la Scène du Petit Faucheux à Tours en 1995, Paul Davies recueille de nombreuses éloges : "Accents de la scène londonienne où se mêlent arpèges folk, saturation du rock et risques de l'improvisation : le jeu de guitare de Paul Davies est d'une époustouflante virtuosité mais refuse l'esbroufe et privilégie le jeu de groupe. Il est ici remarquablement soutenu par la basse de Marc-Michel Lebévillon et la batterie de David Pouradier-Duteil, deux complices en phase avec le guitariste."[]
Pour autant, ce musicien est très solitaire, et se produit rarement. Son travail l'a peu à peu poussé dans les arcanes de la musique où il est actuellement tiré par des réflexions sur la musique du Moyen Âge. Depuis 2011, son approche musicale tend à se révéler à travers des duos (Peter Ferdido et David Pouradier-Duteil drums, Laurent Desmurs piano, Henri Tournier Flute) d'improvisation pure, ainsi qu'en témoigne une vidéo.
Fin 2016, il quitte Perpignan et vient s'installer à Orléans où il devient enseignant de guitare jazz impro libre au sein de l'école de musique associative Musique & Équilibre. Il participe notamment au cursus du MIMA (Musicien Interprète des Musiques Actuelles).

## Guitares
Paul Davies a joué sur beaucoup de marques de guitares, dont Harmony, Hoffner, Trussard. On peut le voir avec une Vigier en mains dans un article qui lui est consacré en 1988. Plus tard, il va orienter ses goûts sur les Fender Stratocaster et Squier. Il en possède plusieurs dont une Fender Stratocaster Custom Shop Deluxe de 2011 que l'on peut voir sur une vidéo, jouant en duo avec le batteur Peter Perfido. On peut voir également une Squier JV de 1983 équipée de micros Kinman.

## Discographie
1985 - Davies / Lampi / O'neil - Landescapes
Paul Davies Guitar
Jim LampiC Stick
Mike O'neil Guitar
1987 - Paul Davies Quartet - Paul Davies Quartet
Paul Davies Guitar
Jean-Jacques Ruhlmann Saxophones
François Verly Drums
Jean-Philippe Viret Bass
(Enregistrement non publié)
1990 -  Guitariste soliste du JJ Ruhlmann Big Band pour l'album Windows (JJR Prod)
1995 - Riot Trio - Voices Off, Live au petit Faucheux, (WMD)
Paul Davies Guitar
Marc-Michel Lebevillon Bass
David Pouradier Duteil Drums
1996 - Riot Trio - Le Chien a Trois Pattes
Paul DaviesGuitar
Marc-Michel Lebevillon Bass
David Pouradier Duteil Drums
(Enregistrements inédits)
1999 - Duo - Two, (Quoi de neuf docteur)
Paul Davies Guitar
David Pouradier Duteil Drums
2001 - Trio - ...Gone Tomorrow
Paul Davies Guitar
David Pouradier Duteil Drums
Jean Louis Pommier Trombone
2010 - Solo - Paul Davies Solo
Paul Davies Guitar
2011 - Paul Davies/Peter Perfido - Essence
Paul Davies Guitar
Peter Perfido drums
2013 - Solo - Chants, (Frères d'Âme)
Paul Davies Guitar
2014 - Live - (Frères d'Âme)
Paul Davies Guitar
David Pouradier Duteil Drums
2016 - Imprints, (Frères d'Âme)
Paul Davies Guitar
Laurent Desmurs Piano
2016 - Re-Trouvailles, (Frères d'Âme)
Paul Davies Guitar
Henri Tournier Flute
2016 - Streams, (Frères d'Âme)
Paul Davies Guitar
Laurent Desmurs Piano
Han Sen Limtung Alto Sax
Peter Perfido Drums
2020 - You said it,
Paul Davies Guitar
Laurent Desmurs Piano
Thierry Leu contrebasse
François Verly drums
2021 - Extemporanea (Frères d'Âme)
Paul Davies Guitar
2024 - Sculpting Air, Ateliers Michèle et Alain Fillon, 21 juin 2024, Orléans
Paul Davies Guitar

## Articles de références
- JazzMan, no 654, octobre 2013
- Jazz Magazine, no 519, octobre 2001
- Guitariste Magazine, avril 1999
- Jazz Magazine, no 490, mars 1999
- Guitariste Magazine, janvier 1996
- Jazz Magazine, no 451, octobre 1995
- Le Monde de la musique, no 117, juin 1988